# Code municipal du Québec
Lire en ligne

[PDF] texte officiel

Le Code municipal du Québec est une loi québécoise adoptée pour la première fois par l'Assemblée législative en 1870 afin d'encadrer et de normaliser le fonctionnement des municipalités rurales ou de campagne du Québec. La version actuelle provient d'une refonte effectuée en 1916 et s'applique à quelque 880 municipalités. Pour leur part, 227 municipalités de ville sont encadrées par la Loi sur les cités et les villes.